# Seven Sisters, Sussex
Seven Sisters är ett antal klippor av krita i Storbritannien.   Det ligger i England, i den södra delen av landet, 90 km söder om huvudstaden London. Närmaste större samhälle är Eastbourne, 7 km öster om Seven Sisters. 